# Lantana camara
Lantana camara è una specie di pianta nativa del Centro America e Sudamerica, introdotta nelle altre parti del mondo come pianta ornamentale; è considerata invasiva in molte aree tropicali.

## Utilizzi
I rami di L. camara si adoperano talvolta come materiale per costruire mobili in vimini e scope. Gli impieghi più frequenti sono però storicamente officinali e ornamentali.
Lantana ha proprietà antimicrobiche, antifungine e insetticide ed è spesso usata nella medicina tradizionale per curare vari disturbi. 
La specie ha avuto una diffusione mondiale grazie al suo utilizzo come pianta ornamentale. Ne sono state selezionate numerose varietà che differiscono per colore delle infiorescenze.

## Specie invasiva
Lantanta camara è una specie aliena invasiva in molte zone del mondo nelle quali è giunta principalmente come pianta ornamentale. Inserita nella lista delle cento specie esotiche invasive più dannose al mondo, ha popolato rapidamente vaste aree in India, Australia e l'arcipelago delle Hawaii. Colonizza nuove aree quando i semi vengono sparsi dagli uccelli. I tentativi di eradicazione finora sono falliti. È resistente agli incendi ed è una delle prime a ricomparire nelle zone bruciate. 
È diventata un ostacolo alla rigenerazione naturale di specie importanti nel Sud-est asiatico.
Si segnalano anche effetti positivi della sua presenza nelle aree occupate: in Australia offre rifugio a numerosi marsupiali e alle api native appartenenti al genere Exoneura, che nidificano nel suo fusto cavo.
Lantana camara è diventata caratteristica in molte parti dell'Africa. Negli altopiani del Kenya e sui monti di Capo Verde cresce in molte zone indipendentemente dalla quantità di acqua piovana ricevuta. Si può trovare  lungo i sentieri, in zone desertiche e nelle vicinanze di fattorie.